# Governatorato di al-Qadisiyya
Il governatorato di al-Qādisiyya (in arabo القادسية‎?) è un governatorato dell'Iraq. Ha una superficie di 8.153 km² e, secondo una stima del 2003, una popolazione di circa 997.000 abitanti. Il calcolo per il 2015 è invece di 1.800.000 abitanti. Il capoluogo del governatorato è la città di al-Dīwāniyya.
Il governatorato ha preso il nome dalla storica battaglia di al-Qādisiyya, in cui nel 636 i musulmani sconfissero le forze regolari dell'Impero sasanide e i loro alleati arabi.
L'area è famosa per i resti degli antichi insediamenti sumero-babilonesi della città di Shuruppak.